# Абхазский язык
Абха́зский язы́к (самоназвание — аԥсуа бызшәа [apswa bəzʃʷa], аԥсшәа [apsʃʷa]) — язык абхазов, распространённый в Абхазии и Турции, также в других странах Ближнего Востока (Иордания, Сирия, Ирак), в России и на Западе. Относится к абхазо-абазинской ветви абхазо-адыгской семьи. 
Родственными ему являются абазинский, адыгейский, кабардино-черкесский, убыхский (ныне вымерший) языки.

## Классификация
Абхазский язык относится к абхазо-адыгской семье языков (абхазо-абазинская группа).
Согласно Л. П. Загурскому, среднюю часть Северного Кавказа и западную часть Южного Кавказа занимали группы народов, родство которых с другими народами не было известно; к ним относят и абхазов как один из народов западно-кавказской группы. Это абазины, адыги-черкесы: кабардинцы, абадзехи, бжедухи, шапсуги, бесленеевцы. Их языки не имеют общепризнанного родства с другими языками и языковыми группами. Известный немецкий учёный Миллер назвал их «особняком стоящие».

## История
Исследователи сходятся на том, что некогда существовал единый северо-западно-кавказский язык, или западно-кавказский язык, который распался на протоадыгский язык и протоабхазо-абазинский язык. До сих пор не выяснено, какое положение занимал в этой системе убыхский язык и когда он появился.
Некоторые учёные выдвигают спорные теории о том, что абхазские слова впервые были обнаружены на валюте Колхиды.
Первыми записями слов с переводом на абхазской язык общепризнанно считаются работы турецкого путешественника Эвлия Челеби.

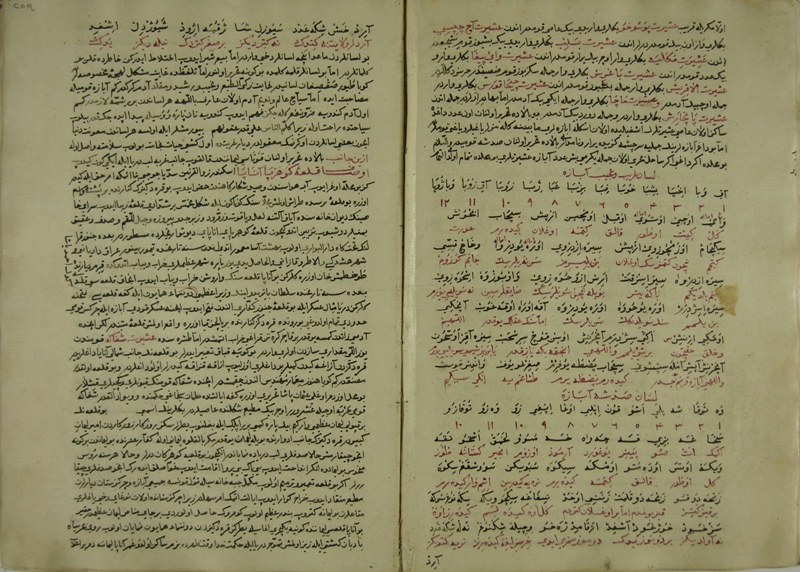
Эвлия Челеби, отрывок из «Книги путешествий»

 В связи с турецкой колонизацией абхазский язык более чем три столетия испытывал влияние турецкого, из-за чего в него вошло множество турецких слов, а также, через турецкий язык, слова арабского происхождения. Северные диалекты абхазского испытали влияние адыгского языка, а восточные (абжуйский, так называемый очамчырский, кодорский) — некоторое влияние картвельских языков.
После вхождения Абхазского княжества в состав Российской Империи в государственных, церковных и прочих делах в основном использовался русский язык.
В 1865 году вышла первая абхазская азбука, составленная П. К. Усларом. В 1892 году Д. И. Гулиа и К. Д. Мачавриани создали новый кириллический алфавит на основе этой азбуки. В 1926 году использовался абхазский аналитический алфавит Н. Я. Марра на латинской основе, а затем произошли поправки в 1928 году, и появился новый латинский алфавит. Абхазские общины в Турции также использовали и используют свои версии латиницы. При содействии грузинского правительства в 1938 году письменность была переведена на грузинскую основу. В 1958 году вернулась абхазская кириллица, действующая до сих пор на территории Республики Абхазия. В XXI веке произошли некоторые поправки. Такие буквы, как Ҧ и Ҕ, были немного изменены.

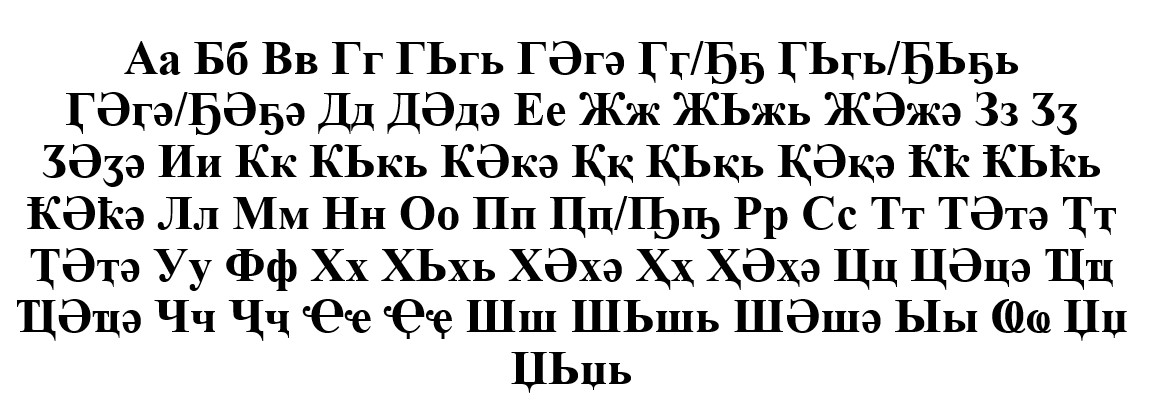
Современный абхазский алфавит

## Лингвогеография

### Ареал и численность
В Республике Абхазия (абх. Аԥсны Аҳәынҭқарра) является государственным языком (с 1994; согласно конституции Абхазии). Однако если в 1989 году он был родным языком для всего 17,8 % населения Абхазии (92,8 тыс. чел.), то после этно-политической войны, в 1995, в результате резкого сокращения населения (с 520 тысяч до 150—220 тысяч) — для более чем 50 %.
- Россия — по данным всероссийской переписи населения 2010 года абхазским языком владеет 6786 человек[6].
- Турция — по данным переписи 1965 года было 4563 чел. с родным абхазским или абазинским языками (там они считаются одним языком — abaza) и 7836 человек с ними в качестве второго.

Общее число говорящих можно оценить в пределах 120 тысяч человек. Оценки в 500—600 тысяч являются неверными и, возможно, включают так называемых «черкесов» — то есть потомков западных и восточных адыгов.
К середине XIX века абхазский язык был распространён на территории почти всей современной Абхазии, за исключением юго-восточных районов, где уже тогда преобладал мегрельский язык, а также на западе современного Большого Сочи, в бассейнах рек Мзымта, Псоу и Хоста.
В 1860-х годах, в результате завоевания Абхазии Российской империей, значительная часть абхазов была вынуждена покинуть родину и переселиться в пределы Османской империи. Освободившиеся земли заселялись греками, армянами, мегрелами, русскими и другими национальностями.
В результате к 1989 году абхазский язык преобладал лишь в двух районах Абхазской АССР: Очамчырском и Гудаутском (см. карту № 5 в Atlas of the Caucasian Languages); однако после абхазо-грузинской войны абхазский язык распространился по всей Абхазии.
По состоянию на 2011 год в Абхазии проживает порядка 122 тысяч этнических абхазов, что составляет около половины всего населения.
В Турции абхазские деревни рассеяны по илям Дюздже, Болу, Сакарья, Кайсери, Самсун, Сивас, Бурса и др. (см. [Чирикба 1995], [Andrews 1989] и карту № 18 там же).

### Диалекты
Ныне на Кавказе остались носители только трёх диалектов абхазского языка: абжуйского в Очамчырском районе, бзыбского в Гудаутском районе и самурзаканского в сёлах Агубедиа и Река Очамчырского района и части села Чхуартал Галского района. Носители всех остальных были переселены в Османскую империю.
До 1860-х гг. сплошная полоса абхазских диалектов занимала черноморское побережье и южные склоны Кавказского хребта от убыхов на западе и до Мегрелии и Сванетии на востоке.
Между реками Сочи и Жвава-Квара (северо-запад современной Абхазии и восток Большого Сочи в Краснодарском крае) было распространено садзское (западноабхазское) наречие. Все его носители были переселены в Турцию, где оно сохранилось в нескольких селениях. Включало следующие диалекты:
- приморский (джигетский или собственно садзский);
- горный (медовеевский, самоназвание — абадза, племена чуа, чужи, чужгуча, ахчипсоу, аибга в бассейне реки Псоу).

Абхазские диалекты далее к югу:
- вдоль побережья:
  - бзыбский (между реками Жоэквара и Псырцха, ныне Гудаутский район),
  - гумский (далее до р. Кодор) — переселены в Османскую империю, в частности в Аджарию (тогда входившую в Порту), где живут ныне в с. Ангис (часть из них позднее вернулись в Абхазию в с. Эшера, Анухва и др.);
  - абжуйский (ныне Очамчырский район) и
  - остатки самурзаканского — среди мегрельского большинства;
- в горах:
  - псхувский (верх. теч. р. Бзыбь) — на нём ещё говорят в абхазских сёлах центральной Турции;
  - цебельдинско-дальский (ср. и верх. теч. р. Кодор) — на нём ещё говорят в Турции в абхазских сёлах в западных провинциях Биледжик, Бурса и Эскишехир.

Литературный абхазский язык основывается на абжуйском диалекте.

## Письменность
Современная абхазская письменность основана на кириллической графике. Первую попытку составления абхазского алфавита сделал в 1862 году русский языковед П. К. Услар на основе кириллицы. Первый абхазский букварь был издан в 1865 году. В 1892 году вышла обновлённая и исправленная «Абхазская азбука», составленная Д. И. Гулиа и К. Д. Мачавариани.
В 1926 году письменность была переведена на латинскую графическую основу; в 1938 году — на грузинскую графику, а в 1954 году — снова на кириллицу.
| А а [a]       | Б б [b]     | В в [v]       | Г г [ɡ]       | Гь гь [ɡʲ]    | Гә гә [ɡʷ]  | Ӷ ӷ [ʁ/ɣ]  | Ӷь ӷь [ʁʲ/ɣʲ] |
| Ӷә ӷә [ʁʷ/ɣʷ] | Д д [d]     | Дә дә [dʷ]    | Е е [a/ja]    | Ж ж [ʐ]       | Жь жь [ʒ]   | Жә жә [ʒʷ] | З з [z]       |
| Ӡ ӡ [d͡z]      | Ӡә ӡә [d͡ʑʷ] | И и [j/jɨ/ɨj] | К к [kʼ]      | Кь кь [kʼʲ]   | Кә кә [kʼʷ] | Қ қ [kʰ]   | Қь қь [kʲʰ]   |
| Қә қә [kʷʰ]   | Ҟ ҟ [qʼ]    | Ҟь ҟь [qʼʲ]   | Ҟә ҟә [qʼʷ]   | Л л [l]       | М м [m]     | Н н [n]    | О о [a/wa]    |
| П п [pʼ]      | Ԥ ԥ [pʰ]    | Р р [r]       | С с [s]       | Т т [tʼ]      | Тә тә [tʼʷ] | Ҭ ҭ [tʰ]   | Ҭә ҭә [tʷʰ]   |
| У у [w/wɨ/ɨw] | Ф ф [f]     | Х х [x/χ]     | Хь хь [xʲ/χʲ] | Хә хә [xʷ/χʷ] | Ҳ ҳ [ħ]     | Ҳә ҳә [ħʷ] | Ц ц [t͡sʰ]     |
| Цә цә [t͡ɕʷʰ]  | Ҵ ҵ [t͡sʼ]   | Ҵә ҵә [t͡ɕʼʷ]  | Ч ч [t͡ʃʰ]     | Ҷ ҷ [t͡ʃʼ]     | Ҽ ҽ [t͡ʂʰ]   | Ҿ ҿ [t͡ʂʼ]  | Ш ш [ʂ]       |
| Шь шь [ʃ]     | Шә шә [ʃʷ]  | Ы ы [ɨ]       | Ҩ ҩ [ɥ/ɥˤ]    | Џ џ [d͡ʐ]      | Џь џь [d͡ʒ]  | Ь ь [ʲ]    | Ә ә [ʷ]       |

## Первые письменные свидетельства абхазского языка
В грузинском средневековом документе «История восхваления венценосцев» упоминается современный (апсуа) абхазский язык и отмечается его высокое положение на территории Абхазии во времена царства Багратидов.

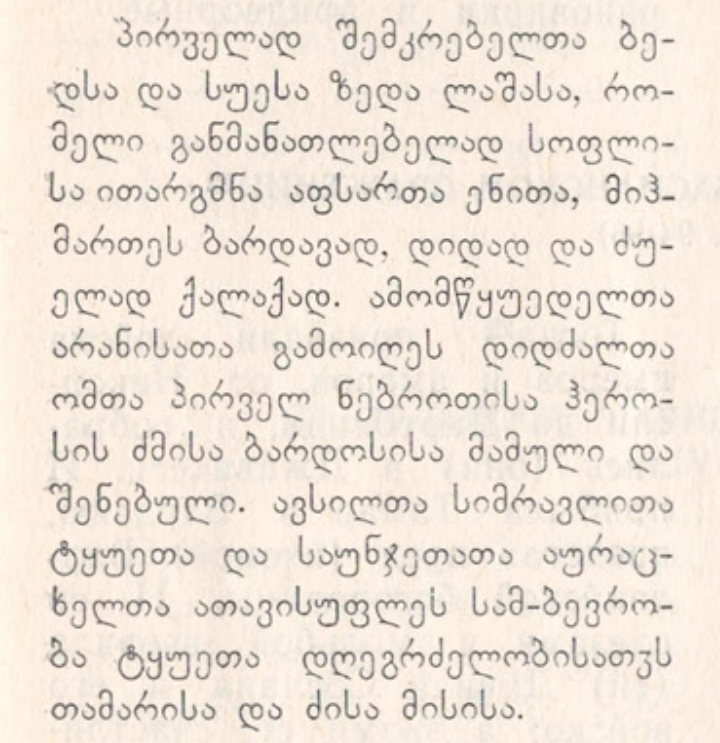
«История восхваления венценосцев», отрывок из книги «Абхазы и Абхазия в грузинских средневековых источниках»

Средневековые авторы Иоанн Де Галонифонтибус и Сухлан Саба Орбелиани отметили уникальность абхазского языка и его отличие от грузинского и адыгского.
Одни из первых записей абхазского языка принадлежат Джеймсу Беллу, Записи Белла:

1. Utrûs — человек, мужчина
2.
Pkhûz — женщина
3.
Aitchun — мальчик
4. Abhûspa — девочка, девушка
5.
Atche — лошадь
6.
Aûz — корова
7.
Aidjma — коза
8.
Wassa -овца
9. Alla — собака
10. Agute — кошка
11. Aûvne -дом
12. Atzla — дерево
13. Adze — вода
14. Amptsha — огонь
15. Anûif — земля, почва
16. Allagwita — кукуруза
17. Amashina — море
18. Abena — гора
19. Abza — река
20. Atwû — лес
21. Woka — ночь

Записи современного абхазского языка по сравнению с записями Белла из исследования В.А.Чирикба:

1.1. Utrûs ‘человек’: абх. а-уаҩы́тәыҩса ‘человек, человеческое существо’. Запись
Белла отражает безартиклевую и фонетически усеченную форму уаҩтәыҩс. Не
исключено, что сочетанием -tr- Белл пытался передать лабиализованный
глоттализованный дентальный смычный тә, при акустическом восприятии которого
может слышаться легкий вибрантный призвук [t’p’r
]. Ср. сходное объяснение передачи византийскими авторами самоназвания убыхов туахъы (в абх. транскрипции ҭәахы)
посредством записи Βροὶχοι, где сочетание Βρ (бр), по предположению Ж. Дюмезиля
(Dumézil 1965: 15), является попыткой передать начальный лабиализованный
дентальный ту//ҭә
2. Pkhûz ‘женщина; жена’: абх. безартиклевая форма ԥҳәыс.
3. Aitchun ‘мальчик’: абх. а́-ҷкәын ‘мальчик’.
4. Abhûspa ‘девочка, девушка’: абх. а-ԥҳәы́сԥа; состоит из а-ԥҳәы́с ‘женщина’ + ԥа
‘сын, дитя’. Более обычным, но фонетически вторичным вариантом слова является а-
ԥҳәы́зба, с озвончением -сԥа > -зба.
5. Atche ‘лошадь’: абх. а-ҽы́.
6. Aûz ‘корова’: садз.халц. а-жә, цвыдж. а-зә.
7. Aidjma ‘коза’: абх. а́-џьма.
8. Wassa ‘овца’: абх. а-уаса́.
9. Alla ‘собака’: садз. а-лла́; ср. бзып., абж. а-ла́, ащх., тап. ла. Запись Белла может
отражать геминированный (удвоенный) характер сонанта л в данном корне, что
является специфической особенностью садзского диалекта.
10. Agute ‘кошка’. По-видимому, это несколько искаженная запись убыхского слова
для ‘кошки’ (с определенным артиклем): а-гьатIы́. Адыг. (старая форма) кьатыу ‘кошка’
фонетически отстоит несколько далее от записи Белла. Ср. садз. а-цыгәгәы́, бзып. а-
цьгәы́, абж. а-цгәы́ ‘кошка’.
11. Aûvne ‘дом’: абх. а-ҩны́. Абхазский палатальный лабиализованый согласный ҩ
передан в виде диграфа ûv.
12. Atzla ‘дерево’: абх. а́-ҵла.
13. Adze ‘вода’: абх. а-ӡы́.
14. Amptsha ‘огонь’: абх. а́-мца.
15. Anûif ‘земля, почва’: абх. а-ны́шә.
16. Allagwita ‘кукуруза’: садз. а-лажәы́та ‘кукуруза’. Специфически садзское слово,
не разделяемое другими абхазскими диалектами и представляющее собой старое
заимствование из тур. Lazut ‘кукуруза’, производного от Laz otu ‘лазская трава’.

## Лингвистическая характеристика

### Фонетика и фонология

#### Вокализм
В абхазском языке 2 гласные фонемы (а, ы) и долгий гласный /aː/ (аа, по происхождению */ʕa/ или */aʕ/, сохранившиеся в абазинском). Остальные гласные, обозначаемые на письме отдельными буквами (е, о, и, у) и часто произносимые как монофтонги, фонологически являются либо дифтонгами, либо аллофонами под влиянием соседних согласных:
- /ай/ → ей → е; /йа/ → йе → е; /айʷ/ → ейʷ; /йʷа/ → йʷе; /Сʲа/ → Сʲе
- /ый/ → ий → и; /йы/ → йи → и; /Сʲы/ → Сʲи
- /ўа/, /аў/ → о
- /ыў/ → уў →у; /ўы/ → ўу → у; /Сʷы/ → Сʷу

#### Консонантизм
Малое количество гласных компенсируется наличием большого числа согласных: в литературном языке — 58, в абжуйском диалекте — 60, в бзыбском диалекте — 67. Это объясняется тем, что многие согласные имеют палатализованные и лабиализованные пары, например: қ — қь — қә [k — kʲ — kʷ].
Таблица согласных:
|               |               | Губные | Альвеол. | Альвеол. | Постальвеол. | Постальвеол. | Палатал. | Палатал.  | Ретрофлекс. | Велярные | Велярные | Велярные | Увулярные | Увулярные | Увулярные   | Увулярные | Увулярные | Фарингал. | Фарингал. |
| обыч.         | лаб.          | Губные | обыч.    | лаб.     | обыч.        | лаб.         | пал.     | обыч.     | Ретрофлекс. | лаб.     | пал.     | обыч.    | лаб.      | фар.      | лаб. + фар. | обыч.     | лаб.      |           |           |
| ------------- | ------------- | ------ | -------- | -------- | ------------ | ------------ | -------- | --------- | ----------- | -------- | -------- | -------- | --------- | --------- | ----------- | --------- | --------- | --------- | --------- |
| Носовые       | Носовые       | м /m/  | н /n/    |          |              |              |          |           |             |          |          |          |           |           |             |           |           |           |           |
| Взрывные      | глух.         | ԥ /pʰ/ | ҭ /tʰ/   | ҭә /tʰʷ/ |              |              |          |           |             | қь /kʰʲ/ | қ /kʰ/   | қә /kʰʷ/ |           |           |             |           |           |           |           |
| Взрывные      | звон.         | б /b/  | д /d/    | дә /dʷ/  |              |              |          |           |             | гь /ɡʲ/  | г /ɡ/    | гә /ɡʷ/  |           |           |             |           |           |           |           |
| Взрывные      | абр.          | п /pʼ/ | т /tʼ/   | тә /tʷʼ/ |              |              |          |           |             | кь /kʲʼ/ | к /kʼ/   | кә /kʷʼ/ | ҟь /qʲʼ/  | ҟ /qʼ/    | ҟә /qʷʼ/    |           |           |           |           |
| Аффрикаты     | глух.         |        | ц /tsʰ/  |          | ч /tʃʰ/      |              | ць /tɕʰ/ | цә /tɕʰʷ/ | ҽ /tʂʰ/     |          |          |          |           |           |             |           |           |           |           |
| Аффрикаты     | звон.         |        | ӡ /dz/   |          | џь /dʒ/      |              | ӡь /dʑ/  | ӡә /dʑʷ/  | џ /dʐ/      |          |          |          |           |           |             |           |           |           |           |
| Аффрикаты     | абр.          |        | ҵ /tsʼ/  |          | ҷ /tʃʼ/      |              | ҵь /tɕʼ/ | ҵә /tɕʷʼ/ | ҿ /tʂʼ/     |          |          |          |           |           |             |           |           |           |           |
| Фрикативные   | глух.         | ф /f/  | с /s/    |          | шь /ʃ/       | шә /ʃʷ/      | сь /ɕ/   | сә /ɕʷ/   | ш /ʂ/       |          |          |          | хь /χʲ/   | х /χ/     | хә /χʷ/     | х' /χˤ/   | х'ә /χˤʷ/ | ҳ /ħ/     | ҳә /ħʷ/   |
| Фрикативные   | звон.         | в /v/  | з /z/    |          | жь /ʒ/       | жә /ʒʷ/      | зь /ʑ/   | зә /ʑʷ/   | ж /ʐ/       |          |          |          | ӷь /ʁʲ/   | ӷ /ʁ/     | ӷә /ʁʷ/     |           |           |           |           |
| Аппроксиманты | Аппроксиманты |        | л /l/    |          |              |              | и /j/    | ҩ /ɥ/     |             |          |          | у /w/    |           |           |             |           |           |           |           |
| Дрожащие      | Дрожащие      |        | р /r/    |          |              |              |          |           |             |          |          |          |           |           |             |           |           |           |           |

- Согласные, встречающиеся только в бзыбском диалекте, обозначены синим цветом; в бзыбском и садзском — зелёным.
- [f’] встречается только в одном слове апа «тонкий», которое произносится также и /a.ˈp’a/.
- Велярные фрикативные отличаются в зависимости от окружения между велярными и увулярными, в последнем случае настоящие бзыбские увулярные трактуются как фарингализованные /χˁ χˁʷ/.
- Гортанная смычка [ʔ] является, во-первых, одной из реализаций фонемы /q’/, а, во-вторых, встречается в слове /ʔaj/ «нет». /ɥ/ происходит из /ʕʷ/ и сужение глотки ещё слышно в речи некоторых носителей.
- Ударение фонологически значимо.

### Морфология
Абхазский язык относится к агглютинативным языкам и обладает высокой степенью полисинтетизма. При крайне бедной морфологии имён абхазский глагол имеет широкое разнообразие форм; различными исследователями выделяются десятки модальностей.
Приставка а- в начале слова является определённым артиклем. Форма с определённым артиклем встречается чаще, чем формы с неопределённым или нулевым артиклем. Определённый артикль вытесняется притяжательными приставками.
В отличие от адыгских языков, абхазский язык не имеет именительного, эргативного, дательного и родительного падежей и соответственно номинативной, дативной и посессивной конструкций. Им соответствует варьирование классно-личных префиксальных морфем в структуре глагола, выступающего в качестве целого предложения.
В отличие от существительного, абхазский глагол имеет большое количество грамматических категорий. Помимо полиперсонального спряжения, отражающего в структуре предиката лица как субъекта так и прямого, и косвенного (при наличии) дополнений, глагол имеет несколько наклонений (изъявительно-утвердительное, отрицательное, вопросительное, вопросительно-отрицательное, повелительное, условное) и залогов (прямой, возвратный, взаимный, совместный, побудительный, бенефактивный). Система времён абхазского языка также развита и представлена, как минимум, настояще-будущим временем, аористом, перфектом, плюсквамперфектом, совершённым будущим временем, а также рядом модально-временных образований, часть из которых также рассматривается иногда как будущие времена (будущее уверенное, будущее вероятное, будущее необходимое).
Окончание множественного числа зависит от того, относится ли существительное к классу людей или нет. В первом случае к слову присоединяется суффикс -цәа:
- аӡӷаб-цәа «девушки»
- ашәҟәыҩҩ(ы)-цәа «писатели»

Также может использоваться суффикс -аа, имеющий оттенок собирательности:
- аԥсу(а)-аа «абхазы»
- аҟә(а)-аа «сухумцы»
- ау(аҩы)-аа «люди»

Во втором случае присоединяется суффикс -қәа:
- аҽ(ы)-қәа «лошади»
- аӡ(ы)-қәа «воды»
- алаба-қәа «палки»

Показателем этой категории неопределённости является суффикс -к. Например:
- (а)ҩны-к «какой-то дом»
- (а)кәац-к «какое-то мясо»
- (а)шьха-к «какая-то гора»

Этот суффикс восходит к числительному акы «один».

#### Местоимение
Личные местоимения:
|                  | Ед. ч. | Мн. ч. |
| ---------------- | ------ | ------ |
| 1-е лицо         | сара   | ҳара   |
| 2-е лицо (м. р.) | уара   | шәара  |
| 2-е лицо (ж. р.) | бара   | шәара  |
| 3-е лицо (м. р.) | иара   | дара   |
| 3-е лицо (ж. р.) | лара   | дара   |

Также местоимения могут употребляться без суффикса -ра, то есть са, уа, шәа и т. д.
Например:
Ари шәа шәоуп иҟазҵаз.
«Это вы сделали»
Местоимения иара и дара употребляются без суффикса редко.
Местоимения ҳара и шәара имеют также эксклюзивные формы, исключающие слушателя, к которому обращается речь: ҳарҭ и шәарҭ.
В качестве притяжательных местоимений используются приставки, которые присоединяются к зависимому слову. Рассмотрим их систему на примере слова ан («мать»):
|                  | Ед. ч.    |
| ---------------- | --------- |
| Я                | са с-ан   |
| Ты (м. р.)       | уа у-ан   |
| Ты (ж. р.)       | ба б-ан   |
| Он               | иара и-ан |
| Она              | ла л-ан   |
| Мы               | ҳа ҳ-ан   |
| Вы               | шәа шә-ан |
| Они              | дара р-ан |
| (Не класс людей) | иара а-ан |

#### Числительные
В абхазском языке, как и во многих других кавказских, двадцатеричная система счисления. Числительные в абхазском языке делятся по соответствующим двум классам:
|    | Класс вещей | Класс людей |
| -- | ----------- | ----------- |
| 1  | акы         | аӡәы        |
| 2  | ҩба         | ҩыџьа       |
| 3  | хԥа         | хҩык        |
| 4  | ԥшьба       | ԥшьҩык      |
| 5  | хәба        | хәҩык       |
| 6  | фба         | фҩык        |
| 7  | быжьба      | быжьҩык     |
| 8  | ааба        | ааҩык       |
| 9  | жәба        | жәҩык       |
| 10 | жәаба       | жәаҩык      |
| 11 | жәеиза      | жәеизаҩык   |
| 12 | жәаҩа       | жәаҩаҩык    |
| 13 | жәаха       | жәахаҩык    |
| 14 | жәиԥшь      | жәиԥшьҩык   |
| 15 | жәохә       | жәохәҩык    |
| 16 | жәаф        | жәафҩык     |
| 17 | жәибжь      | жәибжьҩык   |
| 18 | жәаа        | жәааҩык     |
| 19 | зеижә       | зеижәҩык    |
| 20 | ҩажәа       | ҩажәаҩык    |

### Синтаксис
Порядок слов в предложении относительно свободен, но предпочтительный порядок: подлежащее — дополнение — сказуемое. Возможен также следующий порядок: подлежащее — сказуемое — дополнение.
Инфинитивные и деепричастные образования выполняют функцию придаточных предложений.
Тип ролевой кодировки в абхазском языке — эргативно-активный. То есть агенс непереходного глагола согласуется так же, как пациенс переходного.
В абхазском языке различаются типы маркирования в предикатной и именной группе. В предикации используется вершинное маркирование, все члены группы сказуемого отражаются аффиксами предиката. В посессивной конструкции также используется вершинное маркирование — присоединение личных префиксов к предмету обладания. Существует и альтернативная, практически непродуктивная на сегодняшний день конструкция, соответствующая зависимостному маркированию — присоединение к имени посессора суффикса-генитиватора -тә. Последнее встречается в первую очередь с именами собственными, а сам суффикс сегодня образует относительные прилагательные.
В атрибутивной и послеложной именной группе напротив, нельзя говорить ни о вершинном, ни о зависимостном маркировании. Так же слабо здесь применим и термин двойное маркирование. Именная группа в абхазском языке обычно оформляет так называемую «рамку», при которой грамматические показатели делятся между членами: префиксы отходят к первому слову группы, суффиксы к последнему, а в случае однородных членов — к каждому из них.

## Абхазская Википедия
Существует раздел Википедии на абхазском языке («Абхазская Википедия»), первая правка в нём была сделана в 2003 году. По состоянию на 15:47 (UTC) 17 августа 2025 года раздел содержит 6456 статей (общее число страниц — 32 165); в нём зарегистрировано 23 136 участников, двое из них имеют статус администратора; 25 участников совершили какие-либо действия за последние 30 дней; общее число правок за время существования раздела составляет 156 432.

### Словари
- Марр Н. Я. Абхазско-русский словарь. Л., 1926.
- Русско-абхазский словарь. Сухуми, 1964.
- Шакрыл К. С., Конджария В. Х., Чкадуа Л. П. Словарь абхазского языка: в 2 т. Сухуми, 1987 (на абх. яз.).
- Chirikba, V. A. A Dictionary of Common Abkhaz. Leiden, 1996.